# Cybaeolus pusillus
Cybaeolus pusillus là một loài nhện trong họ Hahniidae.
Loài này thuộc chi Cybaeolus. Cybaeolus pusillus được Eugène Simon miêu tả năm 1884.